# Андерссон, Вольгер
Вольгер Андерссон (швед. Volger Andersson; 19 января 1896 года, Ньюрунда — 6 октября 1969 года, Ньюрунда) — шведский лыжник, призёр Олимпийских игр 1928 года.  

## Карьера
На Олимпийских играх 1928 года в Санкт-Морице завоевал бронзовую медаль в гонке на 50 км, проиграв лишь 16 секунд ставшему вторым, своему партнёру по команде Густаву Юнссону и выиграв почти 9 минут у занявшего четвёртое место норвежца Олава Хелботна. Так же стартовал в гонке на 18 км, но сошёл с дистанции.